# Castine
Castine ist eine Town im Hancock County des Bundesstaates Maine in den Vereinigten Staaten. Im Jahr 2020 lebten dort 1320 Einwohner in 676 Haushalten auf einer Fläche von 51,8 km².

## Geografie
Nach dem United States Census Bureau hat Castine eine Gesamtfläche von 51,8 km², von denen 20,2 km² Land sind und 31,6 km² aus Gewässern bestehen.

### Geografische Lage
Castine liegt an der Mündung des Bagaduce River auf einer Landzunge in der Penobscot Bay am Atlantischen Ozean, im Südwesten des Hancock Countys. Einige kleinere Seen liegen verteilt über das Gebiet der Town. Die Oberfläche ist eben, ohne nennenswerte Erhebungen.

### Nachbargemeinden
Alle Entfernungen sind als Luftlinien zwischen den offiziellen Koordinaten der Orte aus der Volkszählung 2010 angegeben.
- Norden: Penobscot, 12,4 km
- Osten: Brooksville, 6,4 km
- Südwesten: Islesboro, Waldo County, 12,1 km
- Westen: Belfast, Waldo County, 23,6 km
- Nordwesten: Searsport, Waldo County, 12,8 km

### Stadtgliederung
In Castine gibt es drei Siedlungsgebiete: Castine, North Castine und West Castine.

### Klima
Die mittlere Durchschnittstemperatur in Castine liegt zwischen −6,1 °C (21° Fahrenheit) im Januar und 20,6 °C (69° Fahrenheit) im Juli. Damit ist der Ort gegenüber dem langjährigen Mittel der USA um etwa 6 Grad kühler. Die Schneefälle zwischen Oktober und Mai liegen mit bis zu zweieinhalb Metern mehr als doppelt so hoch wie die mittlere Schneehöhe in den USA; die tägliche Sonnenscheindauer liegt am unteren Rand des Wertespektrums der USA.

## Geschichte
Castine ist eine der ältesten weißen Gemeinden Nordamerikas. Seit dem frühen 16. Jahrhundert wurde Castine fortlaufend besiedelt.
Der französische Forschungsreisende Samuel de Champlain landete 1604 zum ersten Mal auf der Halbinsel. 1613 errichtete Frankreich dort eine Handelsstation und nannte sie Fort Pentagouet. Nach dem Frieden von Breda 1667 wurde Castine und das umliegende Gebiet den Franzosen zugesprochen. Ein französischer Offizier namens Jean-Vincent d’Abbadie de Saint-Castin erhielt dort das Kommando, der Ort ist vermutlich nach ihm benannt.
Castine wurde zwei Mal von den Niederlanden besetzt, 1674 und 1676. 1676 zerstörten sie den Ort vollständig.

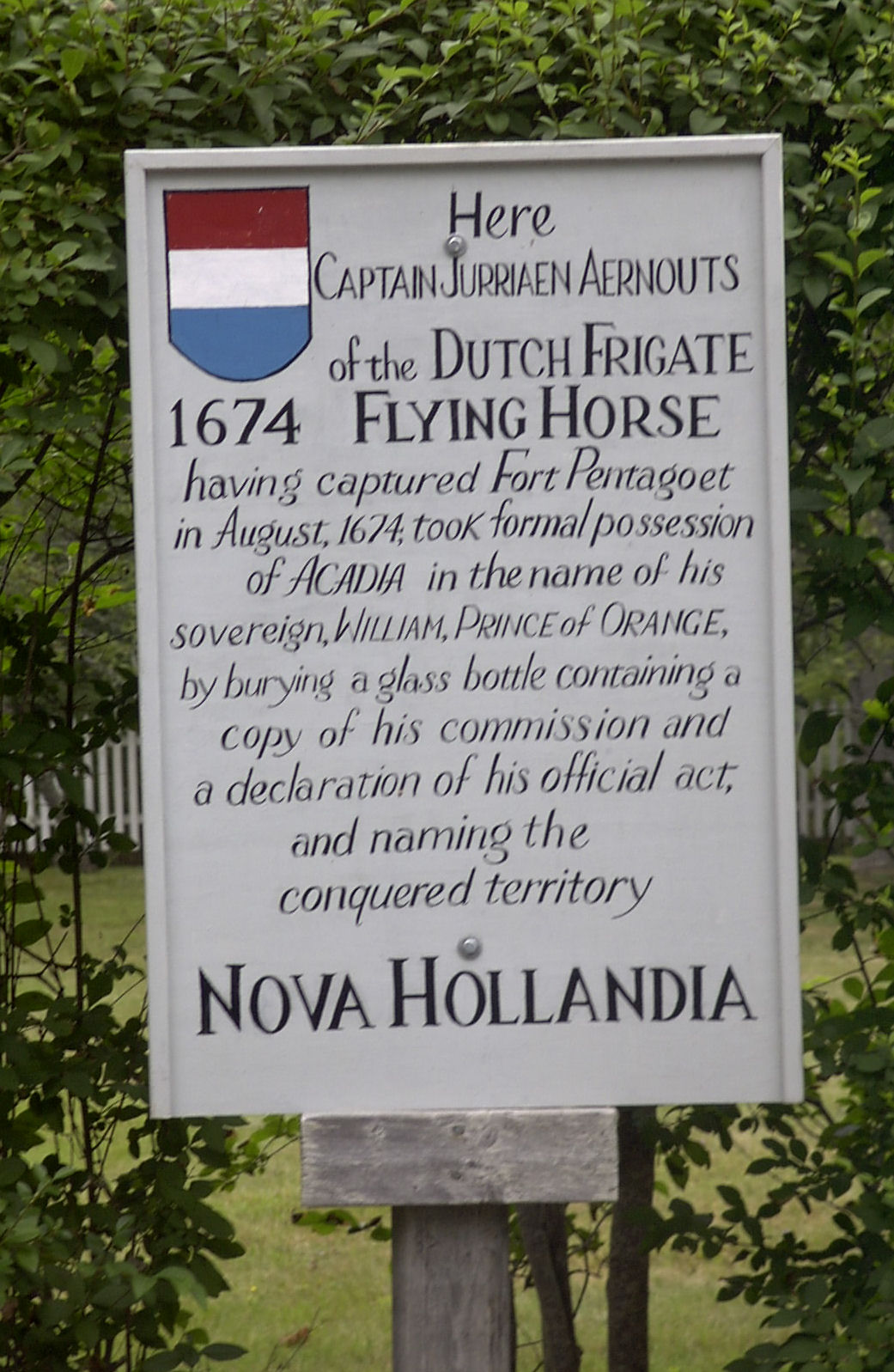
Ein historisches Schild in Castine

 1779 wurde er von den Briten wiederaufgebaut. Die Amerikaner versuchten daraufhin vergeblich, ihn den Briten wieder zu entreißen. Nach dem Frieden von Paris und der damit einhergehenden Festlegung der Grenzen fiel Castine an die USA.
Im Britisch-Amerikanischen Krieg von 1812 war Castine Garnisonsstadt der Amerikaner. Der Ort konnte jedoch gegen die britische Übermacht nicht gehalten werden und gelangte so 1814 erneut in britische Hand. Diese räumten ein Jahr später das Gebiet und Castine gehört bis heute zu den Vereinigten Staaten. In den folgenden Jahren entwickelte sich Castine zu einem aufstrebenden Hafenort. Werften wurden gegründet und auch der Handel florierte. Zeitweise ankerten hunderte von Schiffen im Hafen. Mit dem Bürgerkrieg und dem sinkenden Interesse an Segelschiffen endeten die Blütejahre von Castine.

### Einwohnerentwicklung
| Volkszählungsergebnisse – Town of Castine, Maine | Volkszählungsergebnisse – Town of Castine, Maine | Volkszählungsergebnisse – Town of Castine, Maine | Volkszählungsergebnisse – Town of Castine, Maine | Volkszählungsergebnisse – Town of Castine, Maine | Volkszählungsergebnisse – Town of Castine, Maine | Volkszählungsergebnisse – Town of Castine, Maine | Volkszählungsergebnisse – Town of Castine, Maine | Volkszählungsergebnisse – Town of Castine, Maine | Volkszählungsergebnisse – Town of Castine, Maine | Volkszählungsergebnisse – Town of Castine, Maine |
| Jahr                                             | 1800                                             | 1810                                             | 1820                                             | 1830                                             | 1840                                             | 1850                                             | 1860                                             | 1870                                             | 1880                                             | 1890                                             |
| ------------------------------------------------ | ------------------------------------------------ | ------------------------------------------------ | ------------------------------------------------ | ------------------------------------------------ | ------------------------------------------------ | ------------------------------------------------ | ------------------------------------------------ | ------------------------------------------------ | ------------------------------------------------ | ------------------------------------------------ |
| Einwohner                                        | 665                                              | 1036                                             | 975                                              | 1148                                             | 1188                                             | 1260                                             | 1357                                             | 1303                                             | 1215                                             | 987                                              |
| Jahr                                             | 1900                                             | 1910                                             | 1920                                             | 1930                                             | 1940                                             | 1950                                             | 1960                                             | 1970                                             | 1980                                             | 1990                                             |
| Einwohner                                        | 925                                              | 933                                              | 743                                              | 726                                              | 662                                              | 793                                              | 824                                              | 1080                                             | 1304                                             | 1161                                             |
| Jahr                                             | 2000                                             | 2010                                             | 2020                                             | 2030                                             | 2040                                             | 2050                                             | 2060                                             | 2070                                             | 2080                                             | 2090                                             |
| Einwohner                                        | 1343                                             | 1366                                             | 1320                                             |                                                  |                                                  |                                                  |                                                  |                                                  |                                                  |                                                  |

## Kultur und Sehenswürdigkeiten

### Bauwerke
In Castine wurden zwei Distrikte und eine Reihe von Gebäuden sowie ein Schiff unter Denkmalschutz gestellt und ins National Register of Historic Places aufgenommen:
- Als Distrikt:
  - Castine Historic District, aufgenommen 1973, Register-Nr. 73000240
  - Off-the-Neck Historic District, aufgenommen 1986, Register-Nr. 86002442

- Als Gebäude:
  - Cate House, aufgenommen 1970, Register-Nr. 70000040
  - Fort George, aufgenommen 1969, Register-Nr. 69000007
  - John Perkins House, aufgenommen 1969, Register-Nr. 69000019

- Als Schiff:
  - Die Bowdoin (ein Forschungsschiff), aufgenommen 1980, Register-Nr. 80000411

- Als National Historic Landmark:
  - Der Pentagoet Archeological District (eine archäologische Stätte an der das ehemalige französische Fort Pentagoet stand), aufgenommen 1993, Register-Nr. 93000603

## Wirtschaft und Infrastruktur

### Verkehr
Die Maine Staate Route 166 und die 166A verlaufen entlang der Küstenlinie von Castine.

### Öffentliche Einrichtungen
Es gibt keine Medizinische Einrichtungen und Krankenhäuser in Castine. Die nächstgelegenen befinden sich in Belfast.
Die Witherle Memorial Library befindet sich an der School Street in Castine. Sie ist aus einer zunächst privaten, 1801 gegründeten Bücherei hervorgegangen, die im Jahr 1827 durch die Town übernommen wurde.

### Bildung
Castine gehört mit Blue Hill, Brooksville, Penobscot und Surry zur School Union 93. In Castine ist für die Schulbildung das Castine School Department zuständig.
In Castine befindet sich die Adams School mit Klassen von Pre-Kindergarten bis zum 8. Schuljahr. Middle- und High School wird durch die School Union angeboten.
Die Maine Maritime Academy hat ihren Campus in Castine. Etwa 900 Studenten sind an diesem College eingeschrieben.

## Persönlichkeiten

### Persönlichkeiten, die vor Ort gewirkt haben
- Jurriaen Aernoutsz eroberte 1674 Fort Pentagouet und das Gebiet für die Niederländische Krone
- Jean-Vincent d’Abbadie de Saint-Castin (1652–1707), französischer Offizier und Sagamore der Penobscot, lebte in Fort Pentagouet. Nach ihm wurde Castine benannt.
- Hezekiah Williams (1798–1856), Politiker
- Lieutenant General John Moor britischer Offizier und Militärreformer. Er kämpfte 1779 in Fort George.
- Brigade General Francis McLean, Britischer Offizier und Kommandant von Fort George 1779.